# Herb Bushler
Herb Bushler (* 7. März 1939 in New York City) ist ein US-amerikanischer Jazz- und Fusionbassist (meist E-Bass) und Dirigent.

## Leben und Wirken
Bushler hatte zwischen 1947 und 1949 Klavierunterricht. Er wechselte dann zur Tuba und zum Kontrabass und kam 1965 zur Bassgitarre. 1964 und 1965 arbeitete er bei Ted Curson, um ab 1967 bis 1981 immer wieder mit dem Orchestra von Gil Evans zu spielen, so 1975 bei dem Album There Comes a Time. Ebenfalls mehrere Alben spielte er mit Dave Amram ein. 1969 gehörte er zu The Fifth Dimension, dann zum Paul Winter Consort (1970) und zur Lifetime von Tony Williams (1971 bis 1973). Weiterhin arbeitete er mit Joe Farrell und Harold Vick, bevor er Mitglied der Bands von Ryō Kawasaki (1975 bis 1976) und David Sanborn (1979 bis 1981) wurde. Zwischen 1966 und 1980 half er ferner  Coleridge-Taylor Perkinson beim Orchestrieren und war auch als Dirigent der Negro Ensemble Co. tätig. Weiterhin wirkte er mit Dee Dee Bridgewater, Blossom Dearie, Billy Harper, Les McCann, Enrico Rava, Joe Chambers und Howard Johnson.

## Lexigraphische Einträge
- Leonard Feather, Ira Gitler: The Biographical Encyclopedia of Jazz. Oxford University Press, New York 1999, ISBN 0-19-532000-X.

| Personendaten    | Personendaten                           |
| ---------------- | --------------------------------------- |
| NAME             | Bushler, Herb                           |
| KURZBESCHREIBUNG | amerikanischer Jazzmusiker und Dirigent |
| GEBURTSDATUM     | 7. März 1939                            |
| GEBURTSORT       | New York City                           |